# Stilton (kaas)
Stilton is een brokkelige kaassoort, uit de Engelse regio's Derbyshire, Leicestershire en Nottinghamshire. De naam Stilton is afgeleid van een dorp Stilton in Cambridgeshire, waar de kaas echter nooit geproduceerd is. De jaarlijkse productie is ongeveer 8.000.000 kilo.
We onderscheiden twee varianten:
- Een blauwschimmelkaas, die een sterke geur heeft, en zacht is van smaak
- Een witte variant, met een iets andere bereidingswijze, circa vier weken oud

Stilton wordt vaak met bleekselderij gegeten of aan selderijsoep toegevoegd. Traditioneel wordt port bij de stilton gedronken, dikwijls als dessert.
Tijdens Kerstmis wordt er traditioneel stilton gegeten, waarbij een fles port ondersteboven in een grote, hele kaas is geplaatst. Hierbij vermengt de smaak van de port zich in circa drie weken met die van de kaas.
Binnen de Europese Unie heeft Stilton sinds 1996 de status van beschermde oorsprongsbenaming. Opvallenderwijs bevindt geen van de kaasmakers zich ook daadwerkelijk in het dorp Stilton, maar slechts in de omgeving. In 2009 probeerde het dorp Stilton alsnog een certificaat voor het vervaardigen van blauwaderige schimmelkaas met de naam Stilton te verkrijgen van de Europese Unie, maar deze aanvraag werd wegens de reeds eerder afgegeven beschermde oorsprongsbenaming afgekeurd.